# King Diamond

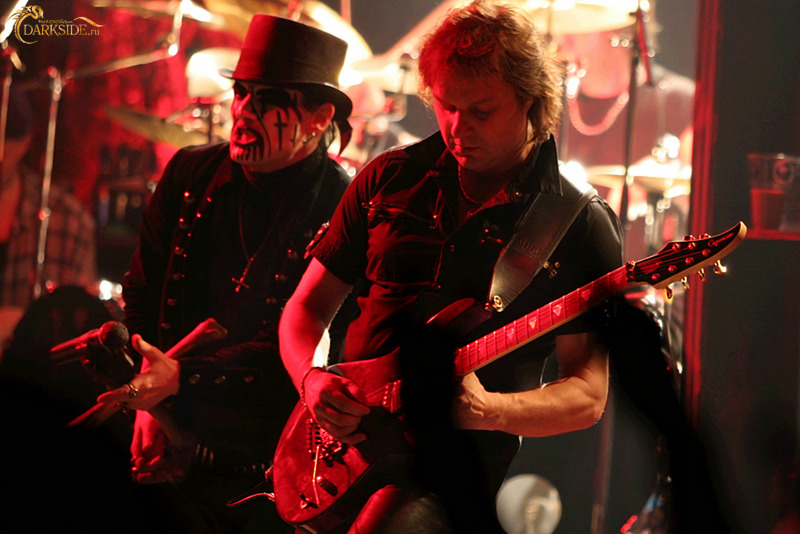
Концерт в Москві (5 травня 2006 року)

Кінг Даймонд (англ. King Diamond; справжнє ім'я Кім Бендікс Петерсен, дан. Kim Bendix Petersen) — хеві-метал-музикант, відомий завдяки своїм оригінальним вокальним партіям і шокуючому іміджу. Будучи лідером гурту Mercyful Fate і одноіменного колективу King Diamond, він здійснив неабиякий вплив на безліч інших музичних команд різного метал-жанру.

## Біографія

### Дитинство
Кім Бендікс Петерсен народився 14 червня 1956 року в Копенгагені, столиці Данії. Його дитинство проходило в комуні Відовре, яка нині входить до складу області Ховедстаден. У школі Кім не був старанним учнем: він часто прогулював заняття і не любив вчитися. Це, втім, не заважало хлопцеві отримувати хороші оцінки: хлопець володів гарною пам'яттю, тому міг прочитати конспекти своїх однокласників і, керуючись ними, успішно писати контрольні роботи.
У 15 років юний Петерсен захопився музикою і купив свої перші альбоми — Fireball гурту Deep Purple і Master of Reality гурту 
Black Sabbath. Платівкою, яка справила на нього незабутнє враження, став перший альбом Led Zeppelin, а гра Джиммі Пейджа спонукала хлопця купити свою першу гітару. Однак довгий час захоплення музикою поступалося першим місцем іншому важливому хобі в житті Кіма — футболу. Юнак, що подавав великі надії і замислювався про кар'єру професійного спортсмена. В своєму клубі він одного разу був названий гравцем року. Але з часом Кім прийшов до висновку, що необхідно робити вибір між спортом і музикою і в результаті віддав перевагу останній. І хоча захоплення музикою відсунуло заняття футболом на другий план, прихильність до цього виду спорту у Кіма залишиться на все життя.

### Початок музичної кар'єри
Починав King Diamond свій творчий шлях зі шкільного гурту, хоча про нього майже нічого не відомо, окрім того, що колектив називався King Diamond.
Потім музикант в 1973 році приєднався до копенгагенського гурту під назвою Brainstorm. Колектив переважно копіював пісні Black Sabbath і тільки-но з'явившихся зірок Kiss, але не видавши жодного власного матеріалу, гурт розпався. Незабаром King Diamond знайшов собі місце в Black Rose, яка на відміну від Brainstorm грала музику більш чіткого спрямування. «На своїх концертах, — згадує Кінг, — ми грали хіти таких гуртів, як Rainbow і Deep Purple, і свої пісні, написані в такому ж дусі. А ще ми косили під важкі речі Еліса Купера». Головною подією для King'а став, безумовно, перехід з гітари на вокал, хоча спочатку, не маючи уявлення про можливості свого голосу, йому було вкрай складно керувати ним.
Однак Black Rose, проіснувавши всього кілька років, розпався, залишивши за собою єдиний слід — демо, записане на репетиційній базі Black Rose, видане Кінгом Даймондом через 20 років після запису. Вже в цей час він почав експериментувати зі сценічним антуражем: використовувати грим і виїжджати на сцену в інвалідному візку.
Наступним кроком у музичній творчості Кінга був панк-гурт Brats (укр. Виродки), який до того моменту вже видав один альбом і мав контракт з великою компанією звукозапису CBS. Гурт був прообразом Mercyful Fate. Однак після демонстрації лейблу нового матеріалу контракт був розірваний, оскільки CBS були не зацікавлені в матеріалі подібного плану. Ця заява поклала кінець Brats і стала початком нового проекту — Mercyful Fate, до складу якого увійшли Кінг Даймонд і Ханк Шерманн. Майкл Деннер і Тімі Хансен, також колишні учасники Brats, тим часом створили свій колектив Danger Zone, який незабаром приєднався до складу Mercyful Fate.
Після видання альбому Don't Break the Oath і проведення гастрольного туру в його підтримку Кінг Даймонд залишив колектив разом з Хансеном та Деннером, щоб створити сольний проект під власним ім'ям. Це рішення поклало край існуванню Mercyful Fate.
У 1992 році гурт був реорганізований (при цьому Даймонд паралельно продовжував свою сольну кар'єру), а згодом були видані ще 5 студійних альбомів. У 1999 році колектив знову призупинив свою діяльність.

## Особистість
Незважаючи на приголомшливий сценічний імідж, в житті він спокійний, добрий і товариський. Любить фільми жахів, особливо психологічні. Не прив'язує себе до якоїсь релігії, хоча раніше сповідував сатанізм (зараз він вважає, що сатанізм більше філософія, ніж релігія). Але він не заперечує існування Бога, кажучи, що «просто не знає, існує він чи ні».
Одружений з угорською співачкою Лівією Зітою, яка виконала деякі партії бек-вокалу на альбомах The Puppet Master і Give Me Your Soul... Please, а також на концертах. Лівія Зіта є і бізнес-партнером Кінга Даймонда. У 2017 році у пари народився син Байрон, названий на честь улюбленого вокаліста Даймонда — Девіда Байрона з Uriah Heep.

## Дискографія
| Mercyful Fate - Mercyful Fate (1983) EP також відомо як Nuns Have No Fun - Black Masses (1983) single - Melissa (1983) - Don't Break the Oath (1984) - The Beginning (збірник) (1987) - Return of the Vampire (1992) збірка ранніх демо - In the Shadows (1993) - The Bell Witch (1994) (EP) - Time (1994) - Into the Unknown (1996) - Dead Again (1998) - 9 (1999) - Evil (2009) single | King Diamond Студійні альбоми - Fatal Portrait (1986) - Abigail (1987) - «Them» (1988) - Conspiracy (1989) - The Eye (1990) - The spider's Lullabye (1995) - The Graveyard (1996) - Voodoo (1998) - House of God (2000) - Abigail II: The Revenge (2001) - The Puppet Master (2003) - Give Me Your Soul... Please (2007) | Демо Demo (1985) Сингли - No Presents for Christmas (1985) - Halloween (1986) - The Family Ghost (1987) - It's Time for Tea (1988) - Welcome Home (1988) - Eye of the Witch (1990) EP - The Dark Sides (1989) - Massacre's Classix Shape Edition (1999) Концертні записи - In Concert 1987: Abigail (1991) - Deadly Lullabyes (2004) |